# Odbor za visoko šolstvo, znanost in tehnološki razvoj Državnega zbora Republike Slovenije
Odbor za visoko šolstvo, znanost in tehnološki razvoj je odbor Državnega zbora Republike Slovenije.

## Delovanje
»Odbor obravnava predloge zakonov, druge akte in problematiko, ki se nanaša na visoko šolstvo, znanost in raziskovanje, tehnologijo in meroslovje, pospeševanje in usklajevanje dela na področju informacijske družbe in druga vprašanja, ki jih obravnava za ta področja pristojno ministrstvo.
Odbor obravnava zadeve EU s svojega delovnega področja.«

## Sestava
4. državni zbor Republike Slovenije
- izvoljen: ?
- predsednik: Rudolf Moge
- podpredsednik: Eva Irgl
- člani: Janez Drobnič, Slavko Gaber, Ljubo Germič, Ivan Grill, Jožef Jerovšek, Janez Kramberger, Breda Pečan, Mitja Slavinec, Tomaž Štebe, Bogomir Zamernik, Barbara Žgajner Tavš

5. državni zbor Republike Slovenije
- izvoljen: 2009
- predsednik: Branko Grims
- podpredsednik: Luka Juri, Matjaž Zanoškar
- člani: Mirko Brulc, Silva Črnugelj, Ljubo Germič, Ivan Grill, Miran Györek, Eva Irgl, Janez Kikelj, Miroslav Klun, Branko Marinič, Alojz (Lojze) Posedel, Majda Potrata, Tadej Slapnik, Aleksander Zorn, Radovan Žerjav